# Barbara Kurowska
Barbara Kurowska z domu Kulmińska (ur. 26 sierpnia 1959 w Łodzi) – polska kulturoznawczyni i muzealnik. W latach 2017–2020 dyrektor Muzeum Miasta Łodzi.

## Życiorys
Absolwentka studiów z kulturoznawstwa na Uniwersytecie Łódzkim (1992). W 1999 ukończyła podyplomowe studia muzeologiczne na Uniwersytecie Warszawskim, zaś w 2003 podyplomowe studia z zarządzania również na Uniwersytecie Łódzkim. Z muzealnictwem związana od 1986 kiedy to rozpoczęła pracę w nowo powstałym Muzeum Kinematografii w Łodzi na stanowisku dokumentalisty, w 2008 awansowała na stanowisko wicedyrektora tego muzeum. W 2017 w drodze wygranego konkursu została powołana przez prezydent Łodzi Hannę Zdanowską na 3-letnią kadencję dyrektora Muzeum Miasta Łodzi. W 2020 przeszła na emeryturę i tym samym zakończyła pracę na tym stanowisku.

## Odznaczenia
- Odznaka „Za Zasługi dla Miasta Łodzi” (2013)[4]
- Brązowy Medal „Zasłużony Kulturze Gloria Artis”[5] (2011)
- Srebrny Krzyż Zasługi[6] (2001)